# تاکه‌شوبو
تاکه‌شوبو (به ژاپنی: 株式会社竹書房 Kabushiki-gaisha Takeshobō) یک شرکت چاپ ژاپنی است. مرکز این انتشارات در شهر توکیو است.